# مقاله
مقاله یا مطلب، یک اثر نوشته‌شده است که به‌صورت چاپی یا الکترونیکی، در مضامینی مانندِ اخبار، نتایج تحقیق، تجزیه و تحلیل، مباحث دانشگاهی یا انتقاد، توسط یک یا چند نفر نوشته می‌شود و در یک رسانه منتشر می‌شود.

## ارکان مقاله‌نویسی
- وحدت موضوع:

مقاله باید حول یک موضوع مشخص نوشته شود. نباید مرتب از این شاخه به آن شاخه پرید و خواننده را در میان داده‌های متفاوت و بی‌ربط سرگردان کرد.
- وحدت زمان:

نویسنده باید زمان مقاله را از ابتدا تا به انتها ثابت نگاه دارد. اگر قرار است رویدادی در دوران حاضر بررسی شود نباید در میانهٔ مقاله به بررسی جوانب همان موضوع مثلا در عصر قاجار پرداخت. دقت شود این امر تناقضی با آوردن مقایسه‌های تاریخی ندارد.
- وحدت مکان:

مکان مقاله نیز باید ثابت نگاه داشته باشد. مثلا اگر مقاله دربارهٔ پدیده‌ای در ایران نوشته می‌شود نباید در پایان، سر از تحلیل همان موضوع در شیلی درآوریم!
- انسجام:

یکپارچگی مهمترین ویژگی هر مقاله است که به تمامی بخش‌های یک نوشتار بازمی‌گردد. کلمات و جملات در یک مقاله درست مانند حلقه‌های زنجیر به یکدیگر بسته‌اند. نویسنده باید با هنر نویسندگی و قدرت استدلال خود، موضوع را بپروراند و خواننده را به نتیجهٔ دلخواه برساند. هر گونه آشفتگی و پراکندگی در ساختار مقاله و نکات و جملاتی که تکه‌تکه پایه‌های عرضهٔ یک اندیشه را تشکیل می‌دهند، نویسندهٔ مقاله را در موفقیت ناکام خواهد کرد.
- استنتاج:

هر مقاله با هدف رساندن یک پیام نوشته می‌شود. ممکن است نتیجه‌گیری در پایان مقاله و پس از بهره‌گیری از دلایل مختلف، آورده شود. ممکن است نویسنده پیام مقاله را در ابتدا بیاورد و سپس به استدلال بپردازد. حتی ممکن است نویسنده زیر فشار سانسور، با زبردستی منظور خود را در لابلای پاراگراف‌های مطلب بگنجاند. اما به هر صورت مقاله باید دارای نتیجه‌گیری باشد. تفاوت مهم مقاله و یادداشت در همین جاست. زیرا لزوماً در یادداشت نتیجه‌گیری خاصی وجود ندارد بلکه بیشتر تذکر و یادآوری یک موضوع مد نظر است.